# Gurdon, Arkansas
Gurdon là một thành phố thuộc quận Clark, tiểu bang Arkansas, Hoa Kỳ. Năm 2010, dân số của thành phố này là 2212 người.

## Dân số
- Dân số năm 2000: 2276 người.
- Dân số năm 2010: 2212 người.